# Vicugna vicugna
La vicuña (Lama vicugna o Vicugna vicugna) —del quechua wik'uña— es una especie de mamífero artiodáctilo que pertenecía al género Vicugna, pero recientes propuestas lo han colocado, junto con Lama mensalis, en el género Lama (del grupo de camélidos que vive en las alturas andinas de Sudamérica: del noroeste de Argentina, del oeste de Bolivia y del noreste de Chile). Antes poseía dos subespecies, pero recientemente se ha elevado a Vicugna vicugna mensalis como Lama mensalis.
La alpaca es una especie domesticada que deriva de la vicuña, con aportes genéticos menores de la llama.

## Características

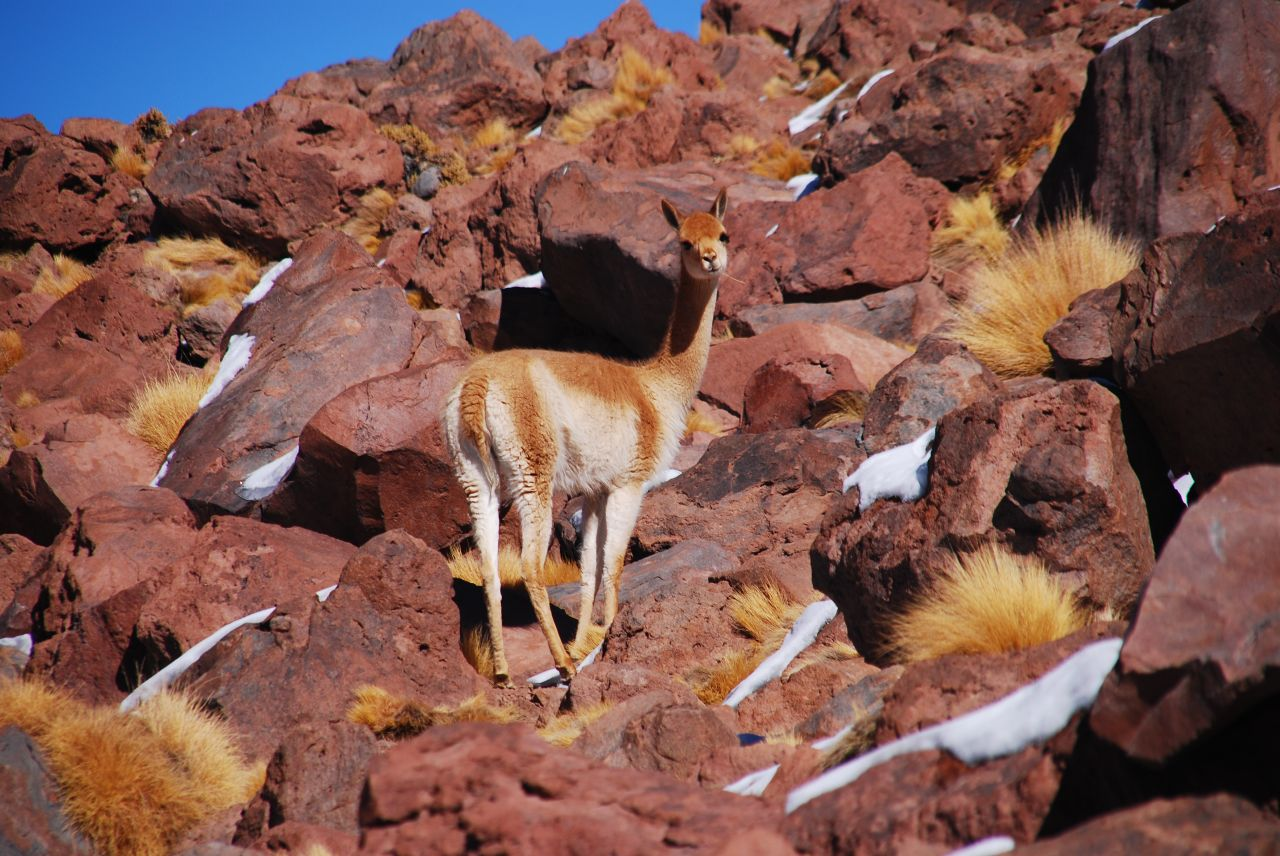
Vicuña en el norte de Chile

Las vicuñas son los camélidos más pequeños: pesan entre 40 y 50 kg y tienen una longitud de 80 cm. Son silvestres y el color de su pelaje es beige o vicuña (marrón claro rojizo) en el lomo, blanco en la zona central y las patas, con variaciones dependiendo de las zonas geográficas donde habitan. Las poblaciones norteñas son más oscuras y tienen un mechón en la parte delantera de pelos largos y blancos (mechón pectoral).
Las vicuñas tienen las patas largas y delgadas, terminadas en almohadillas, aptas para caminar sobre varios tipos de suelos, incluso los pedregosos. La fibra de su lana está entre las más finas del mundo, midiendo 15 µm (micrómetros) de diámetro. El pelaje es denso, formado por fibras delgadas que crecen muy juntas, con el objetivo de proteger al animal tanto del frío como de la lluvia y el viento. Si las fibras fueran más gruesas y crecieran más distanciadas, dejarían pasar el aire frío y el agua de la lluvia.

## Ecología

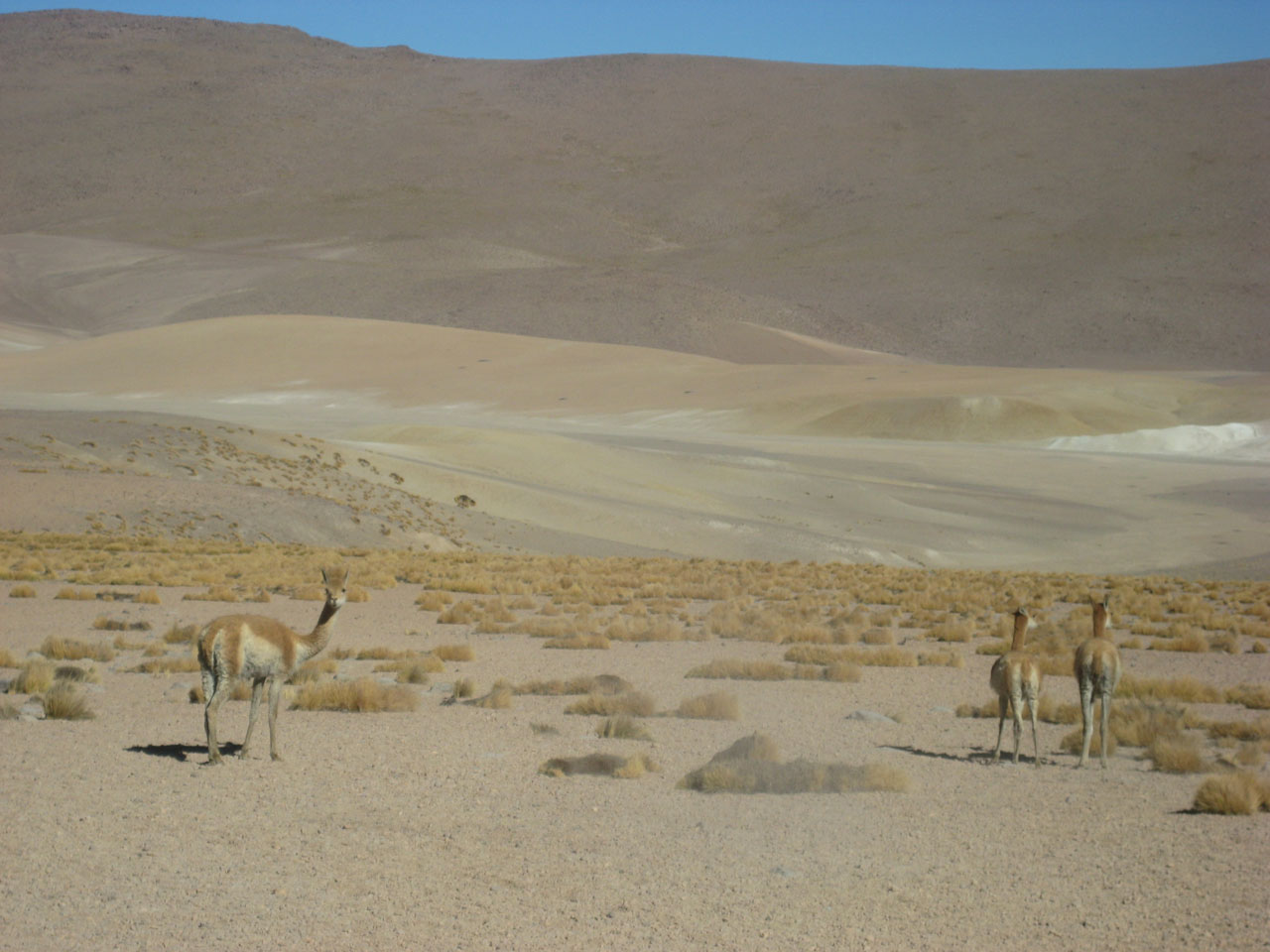
Vicuñas camino a los géiseres del Tatio, San Pedro de Atacama, Chile.

Su distribución se limita a la puna, a más de 3200 m s. n. m. (metros sobre el nivel del mar). Las vicuñas habitan las altiplanicies andinas de clima frío y seco. Son herbívoros y se alimentan de las plantas de las estepas altoandinas y altiplánicas de la puna.

### Adaptación y supervivencia de las vicuñas
Son notables las adaptaciones de las vicuñas (del resto de los camélidos también) a las condiciones de la puna. Esto es consecuencia del proceso de evolución de los animales en su medio y de la coevolución de los camélidos y la estepa. Estas adaptaciones incluyen aspectos que preservan al medio en que viven, como las almohadillas en que terminan sus patas, que no erosionan demasiado el suelo del altiplano. Por su forma de alimentarse se les ha denominado «pastoreadores de bajo impacto», lo que significa la posibilidad de rápida recuperación de las pasturas. A diferencia de los camellos, las vicuñas son «bebedoras obligadas», todos los días, por lo que generalmente viven cerca de los ríos o de lagunas.
Por otro lado, la vicuña forma parte de ecosistemas en equilibrio dinámico en el que unas especies sirven de alimento a otras. Por ejemplo en el Perú, las vicuñas habitan los sistemas prepuneño, puneño y altoandino, los cuales comparten ciertas características de flora y fauna con variaciones de densidad y presencia de especies. Estos sistemas son típicamente estepas y pastizales que poseen pequeños parches más verdes y ricos (vegas o bofedales) en las zonas húmedas y zonas sin vegetación (peladares y salares). Dentro de los predadores naturales de las vicuñas en estos ambientes se encuentran los zorros, los pumas y las jaurías de perros asilvestrados.

## Organización social de las vicuñas

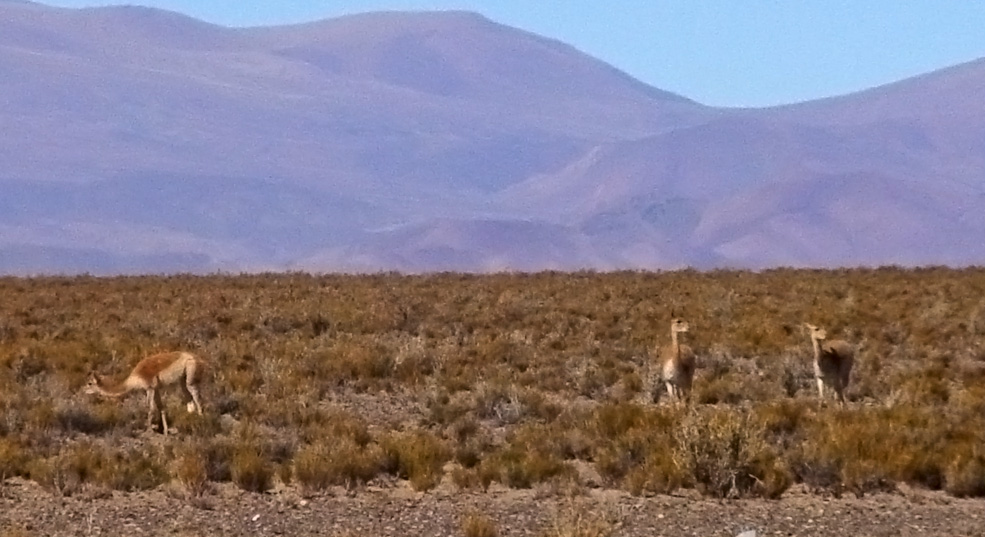
Vicuñas en las cercanías de las Salinas Grandes, Jujuy, Argentina.

Las vicuñas son territoriales y su organización social se basa en grupos familiares y grupos de animales solteros cuya distribución es muy variable, siendo comunes las fusiones y fisiones de los mismos. El número medio de animales por grupo familiar es de un macho, tres a cuatro hembras y dos crías. Estas familias ocupan territorios bastante fijos donde tienen revolcaderos en los que empolvan su particular fibra generando así un colchón de aire que la vuelve más aislante y evitando el afieltramiento (apelmazamiento) de la fibra. La cantidad de vicuñas en las familias es muy similar en distintas poblaciones, inclusive en distintos países. Los machos defienden su territorio con peleas.
En los límites de los territorios que ocupa cada familia hay varios bosteaderos (acumulación de heces de vicuña), que sumados a la presencia de un macho territorial son una señal que  a los intrusos. Estas señales tienen distinto significado si se dan juntas (macho + bosteadero) que si aparecen separadas:
- Si un macho soltero ve un bosteadero solo, se acerca y lo huele: no hay machos por ahí.
- Si hay un macho pero no hay un bosteadero en la zona, significa que este no es su territorio.
- Pero, si hay un macho y un bosteadero juntos, los otros machos huyen.

La defensa de las hembras y del territorio por parte de los machos se da tanto individualmente manteniéndose alertas y patrullando su territorio, o a través de comportamientos agresivos directos con peleas. Los bosteaderos son también una señal para la reproducción. A través de estos bosteaderos los machos reconocen si en su territorio hay hembras en celo (receptivas para copular), ya que el orín de estas hembras tiene un olor muy particular. En estos casos, luego de oler el bosteadero, los machos desarrollan el siguiente comportamiento: dirigen la cabeza hacia arriba, y abren y cierran la boca varias veces. Esta conducta se denomina reflejo de Flehmen y es el comportamiento por el cual envían las feromonas al órgano de Jacobson.
Las hembras de vicuña que viven en los territorios familiares pasan comiendo la mayor parte del tiempo. Las madres quedan preñadas nuevamente a la semana del parto; entonces mantienen dos crías simultáneamente, ya que por un lado tienen una cría gestándose en sus panzas durante once meses y por el otro, la ya nacida, continúa amamantándose durante casi ocho meses. Estas hembras están todo el tiempo transformando la energía del pasto en leche para las crías ya nacidas, y en alimento y nutrientes para las que están en gestación y para su propio mantenimiento y actividad.

## Protección de las vicuñas

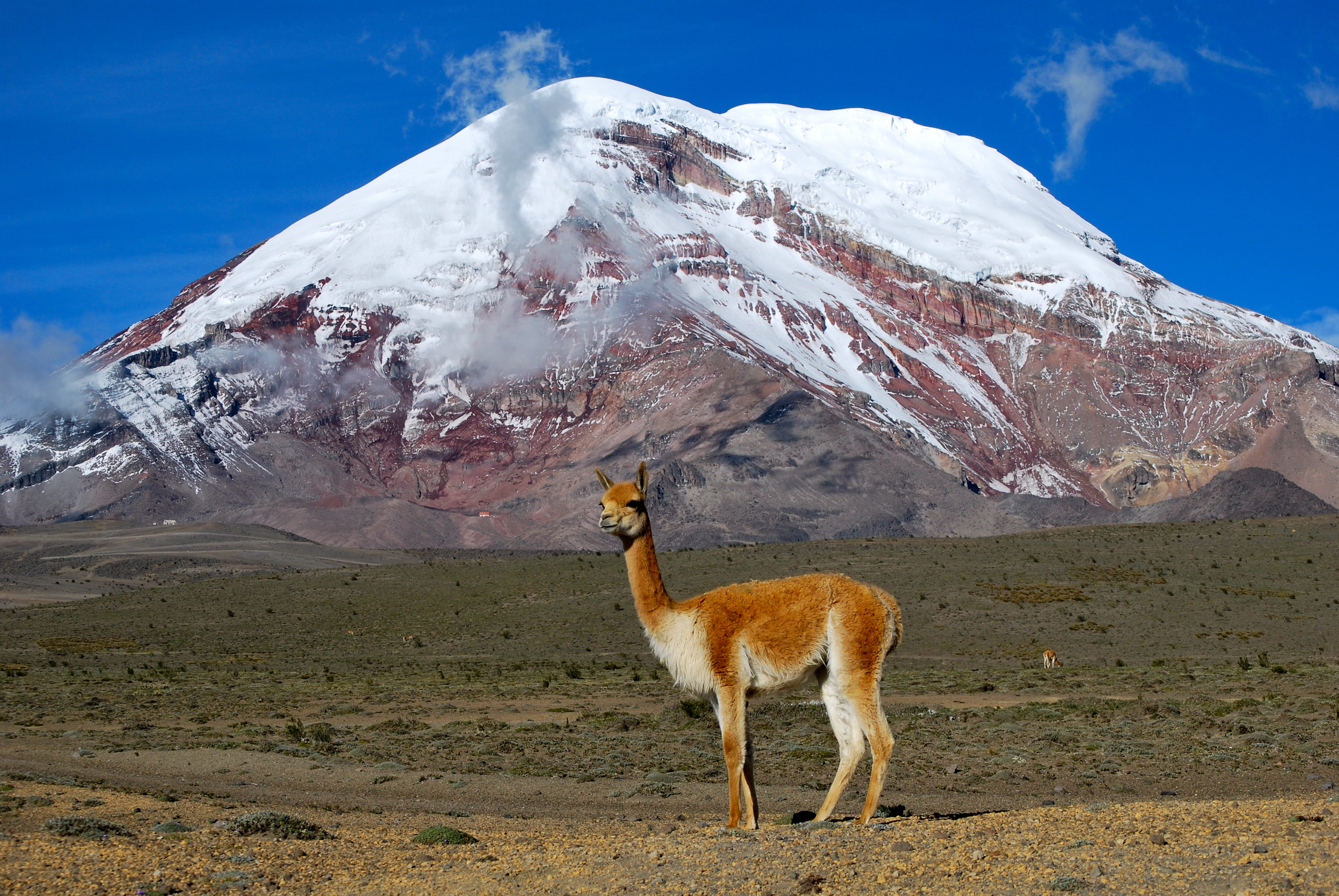
Vicuña en las faldas del Chimborazo en Ecuador

La fibra (lana) de la vicuña fue valorada desde tiempos preincaicos y aún hoy la obtención de la misma se realiza mediante la técnica ancestral denominada chaccu o chaku (vocablo quechua). Las prácticas indígenas tenían cierto límite en su uso basadas sobre todo en sus limitados medios de caza. La caza se intensificó a partir de la introducción de las armas de fuego por los conquistadores. Antes su población pudo ser de hasta de tres millones de cabezas, pero tras siglos de caza cayó dramáticamente. Esta caza indiscriminada siguió intensificándose desde la época de las luchas por la Independencia, y Simón Bolívar dictó una de las primeras leyes conservacionistas de América. Desde la independencia hasta aproximadamente 1950 se siguió cazando vicuñas sin límite ni control hasta que la especie estuvo en real peligro de extinción y solo quedaron 10 000 ejemplares en toda la puna de los cuatro países en donde viven.
Con las vicuñas en peligro de extinción, en el Perú se empezó a trabajar seriamente para la recuperación y conservación de la especie norteña. Se promulgaron leyes provinciales, nacionales e internacionales. En el último Libro Rojo de la IUCN las vicuñas quedaron clasificadas como de bajo riesgo, pero dependientes de la conservación (traducido de las siglas LRcd del inglés: Lower Risk: conservation dependent). Es decir, que la vicuña no corre riesgo gracias a que está protegida. Si esta protección cesara, el grupo pasaría a estar en una categoría de peligro de extinción antes de los cinco años. Tanto en Perú como en Bolivia las vicuñas se encuentran protegidas por ley.[cita requerida]

### Convenio para la conservación y manejo de la vicuña (extracto)

Zonas del Convenio de la Vicuña de 1979

Los Gobiernos de las repúblicas de Bolivia, Chile, Ecuador y Perú, animados del propósito de continuar fomentando la conservación y el manejo de la vicuña y en consideración a la experiencia recogida en la ejecución del Convenio para la Conservación de la Vicuña suscrito en La Paz el 16 de agosto de 1969, resuelven celebrar un nuevo Convenio para la Conservación y Manejo de la Vicuña en los siguientes términos:

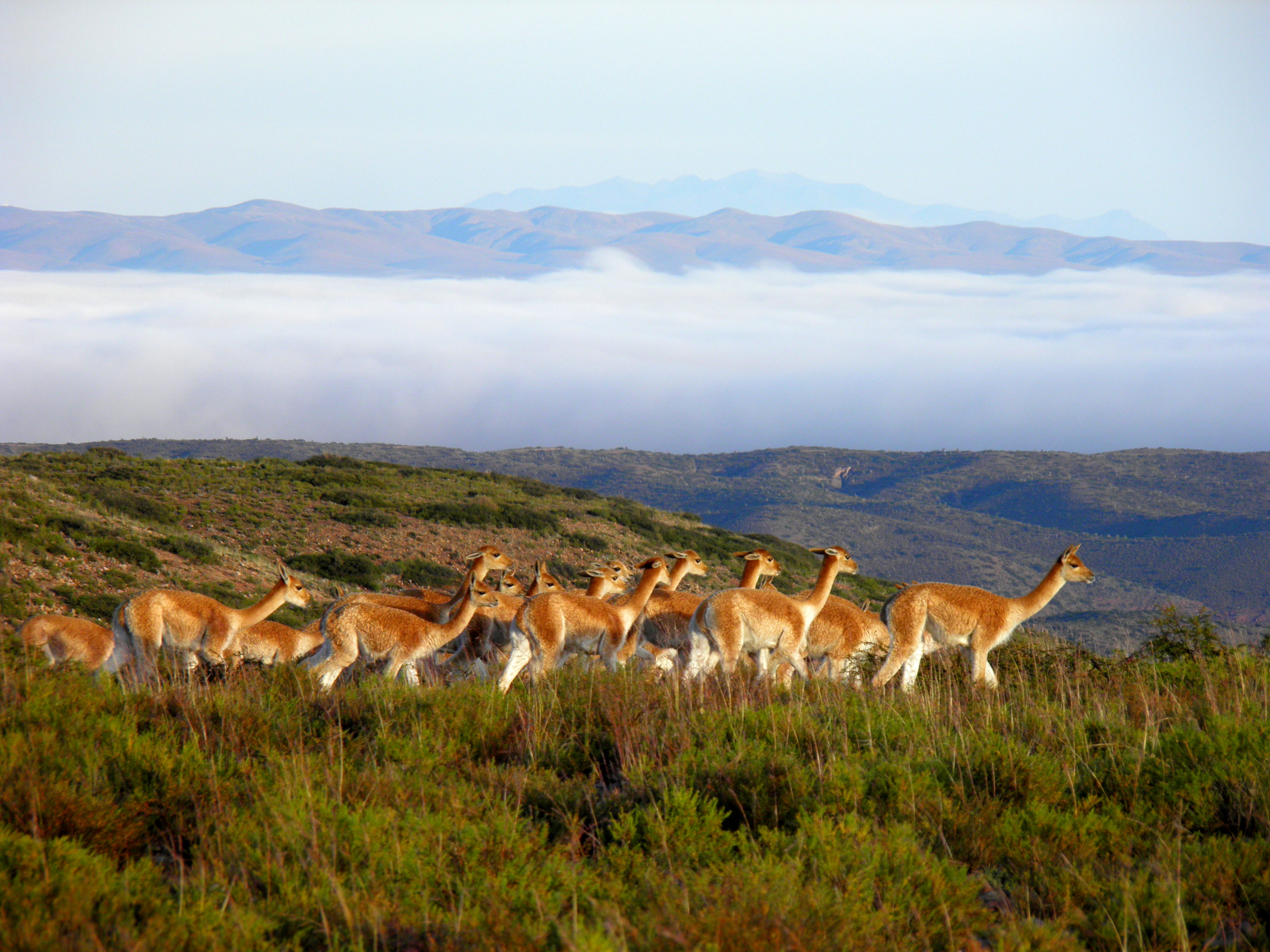
Grupo de vicuñas en Bolivia.

1. Los gobiernos signatarios convienen en que la conservación de la vicuña constituye una alternativa de producción económica en beneficio del poblador andino y se comprometen a su aprovechamiento gradual bajo estricto control del Estado, aplicando las técnicas para el manejo de la fauna silvestre que determinen sus organismos oficiales competentes.
2. Los gobiernos signatarios prohíben la caza y la comercialización ilegales de la vicuña, sus productos y derivados en el territorio de su respectivos países.
3. Los gobiernos signatarios prohíben la comercialización interna y externa de la vicuña, sus productos al estado natural y las manufacturas de estos hasta el 31 de diciembre de 1989. Si alguna de las partes alcanzara un nivel de poblaciones de vicuña cuyo manejo permitiere la producción de carne, vísceras y huesos, así como la transformación de cueros y fibras de telas, podrá comercializarlos bajo estricto control del Estado. La comercialización de cueros transformados y de telas se hará utilizando marcas y tramas internacionales reconocibles, registradas o patentadas, previa coordinación con las partes a través de la Comisión Técnico Administradora del presente Convenio y en coordinación con la Convención sobre el Comercio Internacional de Especies Amenazadas en Flora y Fauna Silvestres (Washington, 1973).
4. Los gobiernos signatarios prohíben la exportación de vicuñas fértiles, semen u otro material de reproducción, con excepción de aquellas destinadas a alguno de los países miembros para fines de investigación o redoblamiento.
5. Grupo de vicuñas en Bolivia.Los gobiernos signatarios se comprometen a mantener y desarrollar los parques y reservas nacionales y otras áreas protegidas con poblaciones de vicuñas y a ampliar las áreas de repoblamiento bajo manejo en su forma silvestre prioritariamente y siempre bajo control del Estado (…).

### Los camélidos sudamericanos extrandinos
Hasta 1980, existían muy pequeñas poblaciones de camélidos sudamericanos extrandinos, la mayoría de los animales en zoológicos, circos y en algunos pocos establecimientos ganaderos. A partir de 1980, se inicia la exportación de llamas y alpacas a Estados Unidos, Canadá, Australia, Nueva Zelanda, etc. Si bien al inicio de estas exportaciones estas especies eran utilizadas como mascotas, y actualmente dentro de un esquema de comercialización de reproductores selectos (que algunos consideran una pirámide comercial), en un futuro esta producción extrandina podría estar dirigida a la producción de fibra para uso industrial y artesanal.
Más grave, para los intereses de los pobladores altoandinos, es que en los Estados Unidos existe un movimiento de crianza de paco-vicuñas (cruce de alpaca y vicuña) con el objetivo de crear una raza nueva de mejor fibra que la alpaca y más rendimiento de peso en el vellón esquilado que la vicuña original; todo esto sin contar con las autorizaciones o licencias de CITES.
Para analizar la magnitud de este fenómeno se puede acceder a las cifras oficiales de la Asociación de Criadores y Propietarios de Llamas y Alpacas de Estados Unidos (AOBA) que en diciembre de 1995 reporta más de 90 000 animales. Esto significa que en 1996 los países que tenían más camélidos eran en el siguiente orden: Perú, Bolivia, Estados Unidos, Chile y Argentina. Si analizamos una proyección de la población de llamas y alpacas norteamericana exclusivamente, vemos que en el 2030, Estados Unidos, tendrá más camélidos que Perú. A este dato hay que sumarle los camélidos de otras partes del mundo, como Australia, Israel y unos 2000 ejemplares exportados a China.
Esta situación supone un riesgo para la «economía pastoril» andina en las poblaciones marginales de la puna de Latinoamérica dedicadas a la ganadería de camélidos como única y principal fuente de ingresos.
Las poblaciones de vicuñas en la ecorregión de los Páramos es asilvestrada porque se encuentra científicamente fuera de su hábitat natural que es la ecorregión andino -patagónica llamada Puna para esta especie de camélido adaptado a zonas desérticas y semidesérticas.

## Tipos de manejo

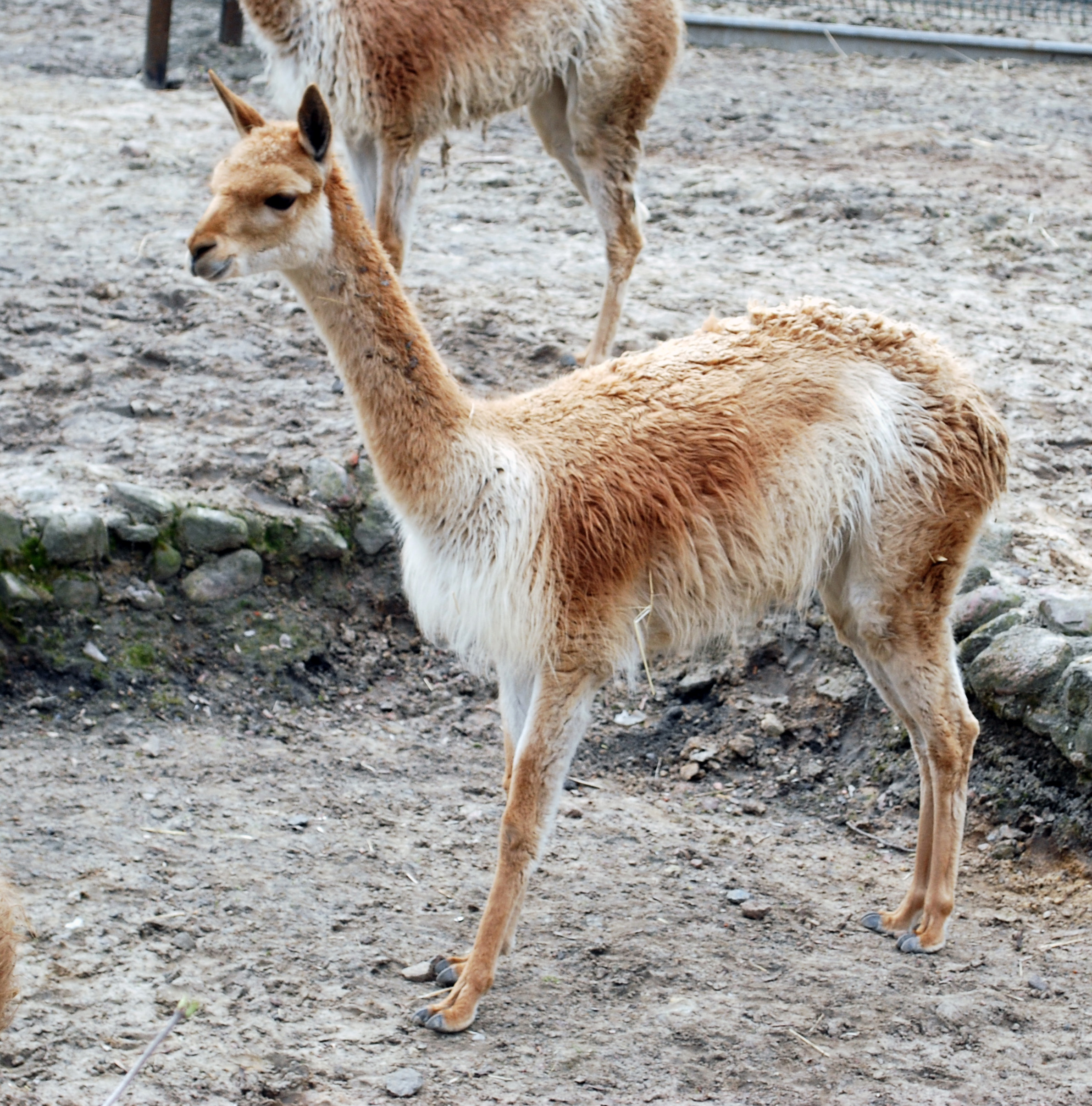
Un ejemplar de vicuña en un zoológico

Las vicuñas se pueden utilizar de dos maneras principalmente:
- Silvestres (libres): se basa en la captura de vicuñas que viven en libertad. Se utiliza una técnica llamada Chaco de origen ancestral (era la manera de capturar vicuñas por los incas) que consiste en que numerosas personas sostienen unas sogas con cintas de colores armando como barreras que van caminando por la puna y las vicuñas caminan o corren por delante de estas barreras que convergen en una «manga de captura». Estas mangas son como embudos con aproximadamente 1 km (kilómetro) de largo, que se van estrechando y finalizan en un corral de captura y esquila. Los lados de estas mangas están realizados con palos de 2 m (metros) de altura que tienen una red por fuera. Estas mangas son, por tanto, desarmables y se pueden llevar a distintas zonas. En el Chaco se necesitan muchas personas y sobre todo mucha coordinación entre ellas para que no se escapen las vicuñas. Una vez capturados los animales, se esquilan algunos (aquellos que tengan fibra de más de 4 cm (centímetros) de largo y no sean crías ni hembras en avanzado estado de gestación), se toman datos biológicos para investigación (muestras de sangre, peso, estado corporal, muestra de heces, etc.) y luego se las libera nuevamente a su hábitat silvestre. En general, en estas prácticas, los beneficios económicos son para las comunidades donde habitan las vicuñas y sobre todo para aquellos que participan de la captura. Esta técnica lleva mucho trabajo en el armado y desarmado de la manga y en la captura de los animales. Las vicuñas viven en condiciones naturales y reciben un gran disturbio en el momento de la captura. Esta forma de utilización de las vicuñas es la única posible en Bolivia, se utiliza en algunas poblaciones de Perú, Chile y Argentina.
- En cautiverio (encerrados): aquí habría que diferenciar los dos tipos de cautividad en corrales grandes como los «cercos» peruanos de 1000 ha (hectáreas) o en pequeños corrales de aproximadamente 10 ha en Argentina. Aunque algunos autores hablan de «semicautividad» para los cercos grandes, para evitar confusiones llamamos cautiverio a cualquier clase de manejo que no permita que los animales se muevan libremente. Tanto los cercos como corrales tienen un alto costo de las instalaciones ya que los alambrados deben tener 2 m de altura. Cuando los animales están restringidos en sus movimientos, las peleas entre los machos familiares y las tropas de solteros pueden ser muy frecuentes y con un alto nivel de agresividad (en la naturaleza los solteros pueden alejarse muchos kilómetros), por lo que en muchos de estos sistemas se separan los solteros o se los castra. Por otro lado no siempre las zonas donde están los encierros poseen las pasturas necesarias y muchas veces se debe suplementar con alimento y agua a las instalaciones. Estos sistemas disminuyen el esfuerzo de captura de un Chaco tradicional, pero interfieren en la biología de la especie.

### Tipos de cautiverio
- Corrales (Argentina): este sistema es fomentado por el INTA (Instituto Nacional de Tecnología Agropecuaria) quien tiene una estación en Abra Pampa en donde se obtienen las vicuñas cautivas para iniciar criaderos. En este sistema aquellos que quieren poseer un criadero deben emplazar un corral de entre 10 a 12 ha (hectáreas). El costo del mismo puede ser cubierto a partir de un «préstamo» que realiza una empresa hilandera a la cual se devuelve la inversión con la fibra esquilada de las vicuñas (esto lleva entre 4 a 10 años, dependiendo del número de vicuñas en el corral). El INTA dona una cierta cantidad de animales (12 a 36 vicuñas que incluyen machos castrados no reproductivos) a productores individuales, las crías nacidas en cautiverio se deben devolver al INTA para cubrir la donación inicial. La ganancia económica es para el productor individual que es dueño del corral.

En todos estos tipos de manejo que incluyen la captura y esquila de animales, es fundamental la utilización de técnicas de sujeción y extracción de la fibra que minimicen las consecuencias de este uso, para los animales en términos de estrés y mortalidad posterior.
Por otro lado, algunos investigadores sostienen que los encierros no son el manejo que el Convenio Internacional de la Vicuña fomenta, ya que en el artículo 5.º especifica que «los gobiernos signatarios se comprometen a mantener y desarrollar los parques y reservas nacionales y otras áreas protegidas con poblaciones de vicuñas y a ampliar las áreas de repoblación bajo manejo en su forma silvestre prioritariamente y siempre bajo control del Estado (…)».

### Manejo en los países andinos
En los cuatro países andinos (Perú, Bolivia, Chile y Argentina) donde las poblaciones de vicuñas se han recuperado, comenzaron planes de utilización de las mismas. Todos los planes se basan en la obtención de su fina fibra a partir de la esquila de vicuñas vivas, pero ninguno de los países está libre de los problemas del furtivismo, o sea de la obtención de fibra por los cazadores ilegales a partir de vicuñas muertas.
En Perú las vicuñas están bajo la propiedad y usufructo de las comunidades campesinas a través de los Comités Comunales de la Vicuña (260). En Bolivia las comunidades no tienen la propiedad sino el usufructo exclusivamente y en Chile y Argentina la propiedad de los animales, es del Estado.
En relación con los países, Bolivia es el único país que solo utiliza a las vicuñas en libertad. El resto de los países tienen uso en cautiverio y en libertad. Hasta el inicio del proyecto MACS en Argentina solo utilizaban vicuñas en cautiverio.
Estos tipos diversos de manejo tienen sus ventajas y desventajas. Es uno de los objetivos del proyecto MACS estudiarlos en profundidad para poder realizar sugerencias en función de cuáles sean mejores desde el punto de vista de la biodiversidad y de la equidad social.
Argentina, Bolivia, Chile, Ecuador y Perú son suscriptores de sendos convenios internacionales sobre la conservación y manejo de la vicuña, donde se prohíbe la exportación de material biológico y de especímenes destinados a la reproducción.
- Wikisource contiene el texto completo del Convenio para la Conservación de la Vicuña.
- Wikisource contiene el texto completo del Convenio para la Conservación y Manejo de la Vicuña.

## Símbolo nacional

Vicuña en el escudo nacional del Perú

La vicuña representa al reino animal o fauna autóctona peruana y se encuentra representada en el escudo del Perú. A su vez, es el animal nacional del Perú.

## Comercialización de la fibra de vicuña
En el Perú, aunque prohibida la exportación de su especie hermana, la comercialización internacional de los textiles elaborados con fibra de vicuña norteña es promovida oficialmente así como la exportación de su fibra. Siendo excesivamente caro el metro de este textil, escasos son los particulares que pueden darse este lujo que puede llegar a costar, según la calidad del textil, hasta tres mil dólares el metro en el mercado especializado europeo.
En Bolivia mediante el Decreto 28593 del 17 de enero del 2006, se permite la comercialización de esta fibra como bruta, predescerdada, descerdada, en hilo o tela, en el marco del «Programa de Conservación y Manejo de la Vicuña». Para la producción con fines comerciales se debe tener cantidades industriales entre 500 y 1000 kg (kilogramos), requiriendo contar con el apoyo económico o inversión inicial y la participación de todas las comunidades manejadoras de vicuña.
Las compradoras de fibra de vicuña son generalmente las grandes firmas de alta costura y prestigio internacional tanto francesas como italianas que elaboran prendas exclusivas de este material, llegando a ser por ejemplo, en el caso de los abrigos confeccionados, la tela de la parte principal de fibra de vicuña y el forro de visón. Asimismo, ciertas industrias textiles italianas importan la fibra del Perú, la cual es procesada en ese país mezclándola con otras fibras animales.